# Saint-Agnet
Saint-Agnet [sɛ̃t‿aɲɛt] est une commune du Sud-Ouest de la France, située dans le département des Landes (région Nouvelle-Aquitaine).

## Géographie

### Localisation
Commune située dans le vignoble de Tursan. Elle est limitrophe du département du Gers et proche du département des Pyrénées-Atlantiques.

### Communes limitrophes
Au sud-ouest, le département des Pyrénées-Atlantiques n'est qu'à quelques mètres du territoire communal, la commune de Sarron formant un étranglement.
Les communes limitrophes sont Projan, Ségos, Latrille, Miramont-Sensacq et Sarron.
| Latrille         | Ségos (Gers) |               |
| Miramont-Sensacq | Saint-Agnet  | Projan (Gers) |
|                  | Sarron       |               |

### Climat
Pour des articles plus généraux, voir Climat de la Nouvelle-Aquitaine et Climat des Landes.
Historiquement, la commune est exposée à un climat océanique aquitain.  
En 2020, Météo-France publie une typologie des climats de la France métropolitaine dans laquelle la commune est dans une zone de transition entre le climat océanique altéré et le climat de montagne et est dans la région climatique  Aquitaine, Gascogne, caractérisée par une pluviométrie abondante au printemps, modérée en automne, un faible ensoleillement au printemps, un été chaud (19,5 °C), des vents faibles, des brouillards fréquents en automne et en hiver et des orages fréquents en été (15 à 20 jours).
Pour la période 1971-2000, la température annuelle moyenne est de 13,2 °C, avec une amplitude thermique annuelle de 14,1 °C. Le cumul annuel moyen de précipitations est de 1 109 mm, avec 11,8 jours de précipitations en janvier et 7,7 jours en juillet. Pour la période 1991-2020, la température moyenne annuelle observée sur la station météorologique la plus proche, située sur la commune de Bahus-Soubiran à 10 km à vol d'oiseau, est de 13,9 °C et le cumul annuel moyen de précipitations est de 1 034,0 mm,. Pour l'avenir, les paramètres climatiques de la commune estimés pour 2050 selon différents scénarios d'émission de gaz à effet de serre sont consultables sur un site dédié publié par Météo-France en novembre 2022.

## Urbanisme

### Typologie
Au 1er janvier 2024, Saint-Agnet est catégorisée commune rurale à habitat très dispersé, selon la nouvelle grille communale de densité à sept niveaux définie par l'Insee en 2022.
Elle est située hors unité urbaine. Par ailleurs la commune fait partie de l'aire d'attraction d'Aire-sur-l'Adour, dont elle est une commune de la couronne,. Cette aire, qui regroupe 23 communes, est catégorisée dans les aires de moins de 50 000 habitants,.

### Occupation des sols

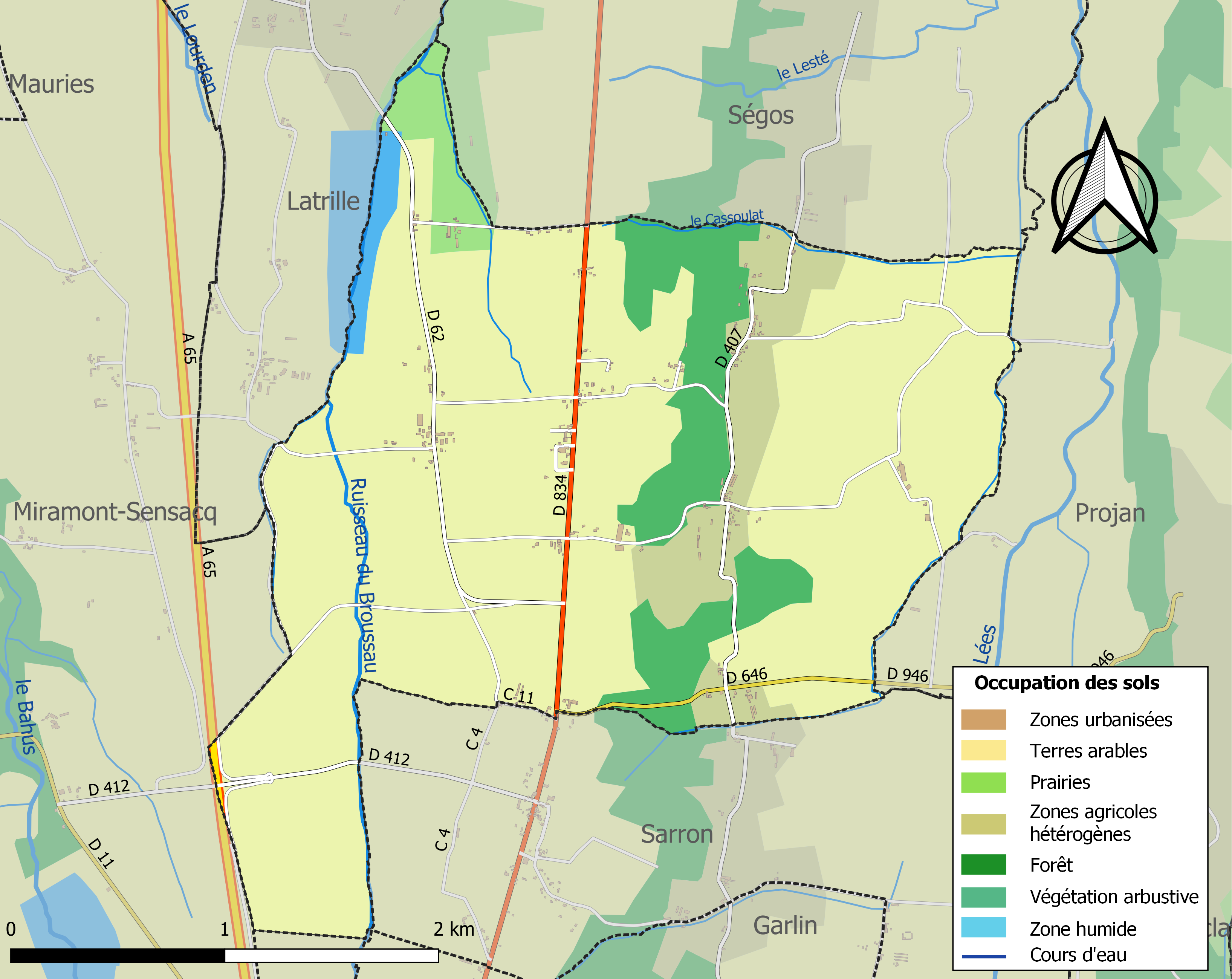
Carte des infrastructures et de l'occupation des sols de la commune en 2018 (CLC).

L'occupation des sols de la commune, telle qu'elle ressort de la base de données européenne d’occupation biophysique des sols Corine Land Cover (CLC), est marquée par l'importance des territoires agricoles (88,6 % en 2018), une proportion identique à celle de 1990 (88,6 %). La répartition détaillée en 2018 est la suivante : terres arables (77,8 %), forêts (10,3 %), zones agricoles hétérogènes (8,1 %), prairies (2,7 %), eaux continentales (1,1 %). L'évolution de l’occupation des sols de la commune et de ses infrastructures peut être observée sur les différentes représentations cartographiques du territoire : la carte de Cassini (XVIIIe siècle), la carte d'état-major (1820-1866) et les cartes ou photos aériennes de l'IGN pour la période actuelle (1950 à aujourd'hui).

### Risques majeurs
Le territoire de la commune de Saint-Agnet est vulnérable à différents aléas naturels : météorologiques (tempête, orage, neige, grand froid, canicule ou sécheresse), mouvements de terrains et séisme (sismicité faible). Un site publié par le BRGM permet d'évaluer simplement et rapidement les risques d'un bien localisé soit par son adresse soit par le numéro de sa parcelle.
Les mouvements de terrains susceptibles de se produire sur la commune sont des tassements différentiels.

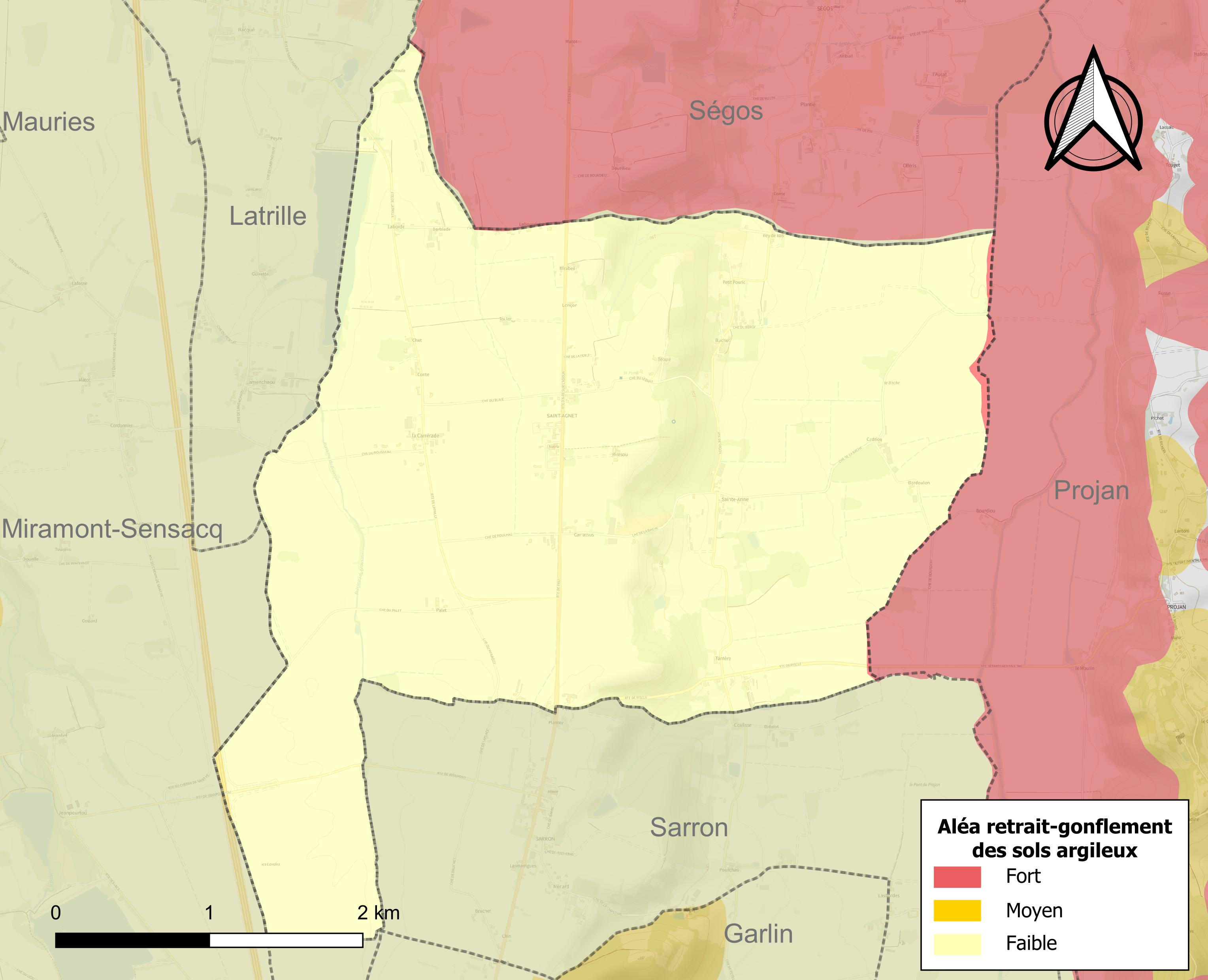
Carte des zones d'aléa retrait-gonflement des sols argileux de Saint-Agnet.

Le retrait-gonflement des sols argileux est susceptible d'engendrer des dommages importants aux bâtiments en cas d’alternance de périodes de sécheresse et de pluie. 0,4 % de la superficie communale est en aléa moyen ou fort (19,2 % au niveau départemental et 48,5 % au niveau national). Sur les 88 bâtiments dénombrés sur la commune en 2019,  aucun n'est en aléa moyen ou fort, à comparer aux 17 % au niveau départemental et 54 % au niveau national. Une cartographie de l'exposition du territoire national au retrait gonflement des sols argileux est disponible sur le site du BRGM,.
La commune a été reconnue en état de catastrophe naturelle au titre des dommages causés par les inondations et coulées de boue survenues en 1993, 1999 et 2009 et par des mouvements de terrain en 1999.

## Histoire
La commune dédiée à la sainte Annette, obtint l'autonomie à la fin du XIXe siècle, par la grâce républicaine et de sérieuses inimitiés entre gens de clochers différents. Très mal connue est l'histoire de cette commune faute de documents et de précisions sur les quelques vestiges archéologiques que l'on y a trouvés (camp). On trouve mention de la paroisse qui resta longtemps commune avec celle de Sarron, au début du XIVe siècle. Au milieu du XIXe siècle, c'était un village très faiblement mis en valeur où les landes couvraient 40 % du sol. Une statuette de la Vierge Marie que l'on retrouva vers 1830 et l'abondance de sources miraculeuses permirent un important pèlerinage qui périclita au fil du temps.

## Politique et administration
| Période                                  | Période   | Identité          | Étiquette | Qualité              |
| ---------------------------------------- | --------- | ----------------- | --------- | -------------------- |
| mars 2001                                | mars 2008 | Jean Barros       |           |                      |
| mars 2008                                | En cours  | Jean-Paul Doreilh | DVD       | Éleveur de volailles |
| Les données manquantes sont à compléter. |           |                   |           |                      |

## Démographie
L'évolution du nombre d'habitants est connue à travers les recensements de la population effectués dans la commune depuis 1793. Pour les communes de moins de 10 000 habitants, une enquête de recensement portant sur toute la population est réalisée tous les cinq ans, les populations de référence des années intermédiaires étant quant à elles estimées par interpolation ou extrapolation. Pour la commune, le premier recensement exhaustif entrant dans le cadre du nouveau dispositif a été réalisé en 2008.

En 2022, la commune comptait 181 habitants, en évolution de −7,18 % par rapport à 2016 (Landes : +5,78 %, France hors Mayotte : +2,11 %).
| 1793 | 1800 | 1806 | 1821 | 1831 | 1836 | 1841 | 1876 | 1881 |
| ---- | ---- | ---- | ---- | ---- | ---- | ---- | ---- | ---- |
| 343  | 337  | 352  | 360  | 373  | 419  | 385  | 889  | 323  |

| 1886 | 1891 | 1896 | 1901 | 1906 | 1911 | 1921 | 1926 | 1931 |
| ---- | ---- | ---- | ---- | ---- | ---- | ---- | ---- | ---- |
| 316  | 293  | 305  | 277  | 254  | 260  | 228  | 212  | 239  |

| 1936 | 1946 | 1954 | 1962 | 1968 | 1975 | 1982 | 1990 | 1999 |
| ---- | ---- | ---- | ---- | ---- | ---- | ---- | ---- | ---- |
| 202  | 184  | 185  | 190  | 177  | 173  | 181  | 190  | 188  |

| 2006 | 2008 | 2013 | 2018 | 2022 | - | - | - | - |
| ---- | ---- | ---- | ---- | ---- | - | - | - | - |
| 190  | 190  | 199  | 181  | 181  | - | - | - | - |

## Lieux et monuments
- Église Sainte-Anne de Saint-Agnet qui fut reconstruite en milieu plus accessible par sa population.
- Source d'eau potable (dite fontaine Sainte-Anne) pour laquelle chaque année une messe a lieu juste à côté. Il s'agit actuellement d'une propriété privée, mais ouverte à tous lors de la messe[22].

## Personnalités liées à la commune
Le 7 janvier 1603 en la maison noble de Saint-Agnet, Noble Hiéromine de Béon, femme de Noble Jean de Talazac, fait son testament et institue son héritier Philibert de Talazac leur fils aîné (Du Cazalet notaire).